# Агнес Дріскол
Агнес Дріскол, відома також як Міс Аггі або Мадам X (англ. Agnes Meyer Driscoll, нар. 24 липня 1889, Дженесіо, Іллінойс, США — пом. 16 вересня 1971, Фервакс, Вірджинія, США) — американський криптограф.

## Біографія
Агнес Мей Мейєр народилася в штаті Іллінойс в 1889 році, в 1909-му закінчила коледж в штаті Огайо, в 1911 році здобула ступінь бакалавра мистецтв в Університеті штату Огайо, спеціалізувалася з математики, фізики, іноземних мов і музики. Після закінчення університету, Агнес переїхала до Амарилло (Техас), де очолювала музичне відділення місцевої військової академії, а потім — кафедру математики в середній школі. 
22 червня 1918 року, через рік після вступу США в Першу світову війну, Агнес поступила на службу в ВМС США та була призначена в шифрувальний підрозділ начальника зв'язку флоту. Після цього Агнес до 1949 року (за винятком дворічного періоду, коли вона працювала в приватній фірмі), служила як ведучий криптоаналітик ВМС США. Першим її завданням була участь у розробці однієї з перших шифрувальних машин ВМС США — «СМ». У 1923 році Агнес звільнилася зі служби й влаштувалася в Hebern Electric Company Code, як технічний консультант. Попри те, що ця компанія незабаром збанкрутувала, робота в ній була надзвичайно корисна для майбутньої кар'єри Агнес. Вона повернулася на службу у військово-морський флот навесні 1924 року. У серпні 1924 року вийшла заміж за Майкла Дріскола, юриста з Вашингтона.
В наступні роки служби Агнес Дріскол зламала японські військово-морські коди — так звану «Червону книгу» в 1920-ті роки, «Блакитну книгу» в 1930 році, а в 1940 — зробила спробу зламати JN-25 — оперативний код японського флоту, який ВМС США використали після нападу на Перл-Харбор під час війни на Тихому океані. На початку 1935 року Агнес успішно зламала код японської шифрувальної машини M-1 (відомої в США як ORANGE-машина), що використовувався для шифрування повідомлень японських військово-морських аташе по всьому світу.
На початку Другої світової війни Агнес Дріскол вела роботу по злому кодів машини Енігма, яку використовував німецький військовий флот. У 1942—1943 рр. працювала в цьому напрямі спільно з британськими криптографами, під керівництвом Л. Сеффорда і Д. Рочфора. У 1949 році разом з іншими криптологами ВМФ Агнес Дріскол перейшла на роботу в Агентство безпеки Збройних Сил, а в 1952 році — у створене на його основі Агентство національної безпеки. Вийшла на пенсію в 1959 році.
Померла в 1971 році, похована на Арлінгтонському національному кладовищі.
У 2000 році її ім'я було увічнено в Залі Слави Агентства національної безпеки.